# Верховье (деревня, Москва)
Верхо́вье — деревня в Троицком административном округе Москвы (до 1 июля 2012 года была в составе Наро-Фоминского района Московской области). Входит в состав поселения Первомайское.

## Население
| 1859 | 1890 | 1899 | 1926 | 2002 | 2006 | 2010 |
| ---- | ---- | ---- | ---- | ---- | ---- | ---- |
| 78   | ↗108 | ↗121 | ↘110 | ↘18  | ↗25  | ↘18  |

Согласно Всероссийской переписи, в 2002 году в деревне проживало 18 человек (10 мужчин и 8 женщин). По данным на 2005 год, в деревне проживало 25 человек.

## География
Деревня Верховье находится в северной части Троицкого административного округа, примерно в 8 км к северо-западу от центра города Троицка. На юго-западе граничит с деревней Поповка.
В деревне 5 улиц — Весенняя, Лесная, Рябиновая, Сиреневая и Январская, приписано 2 садоводческих товарищества. Связана автобусным сообщением с городом Троицком, железнодорожной станцией Крёкшино, аэропортом Внуково, станцией метро Тёплый Стан.

## История
На плане Генерального межевания 1784 года деревня значится под названием Верхняя. В документах 1862 года значится уже как деревня Верховье. Название связано с тем, что деревня находится на высоком берегу реки Десны.
В «Списке населённых мест» 1862 года — владельческая деревня 1-го стана Подольского уезда Московской губернии, по правую сторону старокалужского тракта, в 24 верстах от уездного города и 25 верстах от становой квартиры, при пруде и колодце, с 11 дворами и 78 жителями (33 мужчины, 45 женщины).
По данным на 1899 год — деревня Красно-Пахорской волости Подольского уезда с 121 жителем.
В 1913 году — 23 двора.
По материалам Всесоюзной переписи населения 1926 года — деревня Уваровского сельсовета Красно-Пахорской волости Подольского уезда в 7,5 км от Калужского шоссе и 10,7 км от станции Крёкшино Киево-Воронежской железной дороги, проживало 110 жителей (53 мужчины, 57 женщин), насчитывалось 26 крестьянских хозяйств.
1929—1946 гг. — населённый пункт в составе Красно-Пахорского района Московской области.
1946—1957 гг. — в составе Калининского района Московской области.
1957—1960 гг. — в составе Ленинского района Московской области.
1960—1963, 1965—2012 гг. — в составе Наро-Фоминского района Московской области.
1963—1965 гг. — в составе Звенигородского укрупнённого сельского района Московской области.